# Eva Pfaff
Eva Pfaff (Königstein, 10 februari 1961) is een voormalig tennisspeelster uit Duitsland. Zij bereikte één keer de finale van een grandslamtoernooi, in het dubbelspel van het Australian Open 1982 met landgenote Claudia Kohde-Kilsch aan haar zijde. Haar beste resultaat in het enkelspel is het bereiken van de kwartfinale, op het Australian Open 1982.
Zij kwam tienmaal uit voor Duitsland op de Fed Cup, eenmaal in het enkelspel, waarbij zij won, en negenmaal in het dubbelspel, waarbij zij achtmaal won. In 1983 bereikte zij in het Duitse team de finale van de Wereldgroep, door in de eerste ronde te winnen van Spanje, in de tweede ronde van Japan, in de kwartfinale van Groot-Brittannië en in de halve finale van Zwitserland – in de finale waren de Tsjecho-Slowaakse dames te sterk voor hen.
Na haar tenniscarrière werkte Pfaff als sportpsycholoog en wetenschappelijk sportjournalist.

## Posities op deWTA-ranglijst
Positie per einde seizoen:
| jaar | rang enkelspel | rang dubbelspel |
| ---- | -------------- | --------------- |
| 1980 | 101            | –               |
| 1981 | 70             | –               |
| 1982 | 35             | –               |
| 1983 | 17             | –               |
| 1984 | 31             | 21              |
| 1985 | 31             | 17              |
| 1986 | 58             | 32              |
| 1987 | 44             | 25              |
| 1988 | 74             | 21              |
| 1989 | 104            | 44              |
| 1990 | 153            | 38              |
| 1991 | 201            | 80              |
| 1992 | 419            | 96              |

## Palmares
| Legenda                |
| ---------------------- |
| Grandslamtoernooi      |
| Olympische Spelen      |
| Year-End Championships |
| Tier I                 |
| Tier II                |
| Tier III               |
| Tier IV & V            |

### WTA-finaleplaatsen enkelspel
| nr.              | finale     | toernooi       | ondergrond | tegenstandster       | score    |
| ---------------- | ---------- | -------------- | ---------- | -------------------- | -------- |
| gewonnen finales |            |                |            |                      |          |
| 1.               | 1982-02-21 | WTA Nashville  | tapijt (i) | Leigh-Anne Thompson  | 6-3, 7-5 |
| verloren finales |            |                |            |                      |          |
| 1.               | 1982-01-31 | WTA Pittsburgh | tapijt (i) | Claudia Kohde-Kilsch | 4-6, 0-6 |
| 2.               | 1983-07-10 | WTA Hamburg    | gravel     | Andrea Temesvári     | 4-6, 2-6 |

### WTA-finaleplaatsen vrouwendubbelspel
| nr.              | finale     | toernooi          | ondergrond    | partner              | tegenstandsters                          | score         |
| ---------------- | ---------- | ----------------- | ------------- | -------------------- | ---------------------------------------- | ------------- |
| gewonnen finales |            |                   |               |                      |                                          |               |
| 1.               | 1980-07-27 | WTA Kitzbühel     | gravel        | Claudia Kohde-Kilsch | Hana Mandlíková Renáta Tomanová          | walk-over     |
| 2.               | 1981-07-19 | WTA Kitzbühel     | gravel        | Claudia Kohde-Kilsch | Elizabeth Little Yvonne Vermaak          | 6-4, 6-3      |
| 3.               | 1983-02-27 | WTA Oakland       | tapijt (i)    | Claudia Kohde-Kilsch | Rosie Casals Wendy Turnbull              | 6-4, 4-6, 6-4 |
| 4.               | 1983-07-17 | WTA Freiburg      | gravel        | Bettina Bunge        | Ivanna Madruga-Osses Emilse Raponi-Longo | 6-1, 6-2      |
| 5.               | 1987-04-12 | WTA Hilton Head   | gravel        | Mercedes Paz         | Zina Garrison Lori McNeil                | 7-6, 7-5      |
| 6.               | 1988-02-14 | WTA Dallas        | tapijt (i)    | Lori McNeil          | Gigi Fernández Zina Garrison             | 2-6, 6-4, 7-5 |
| 7.               | 1988-04-17 | WTA Amelia Island | gravel        | Zina Garrison        | Katrina Adams Penny Barg                 | 4-6, 6-2, 7-6 |
| 8.               | 1988-06-19 | WTA Eastbourne    | gras          | Elizabeth Smylie     | Belinda Cordwell Dianne Van Rensburg     | 6-3, 7-6      |
| 9.               | 1990-10-14 | WTA Zürich        | tapijt (i)    | Manon Bollegraf      | Catherine Suire Dianne Van Rensburg      | 7-5, 6-4      |
| verloren finales |            |                   |               |                      |                                          |               |
| 1.               | 1981-01-18 | WTA Toronto       | hardcourt (i) | Claudia Kohde-Kilsch | Marjorie Blackwood Susan Leo             | 7-5, 6-7, 6-7 |
| 2.               | 1982-11-21 | WTA Brisbane      | gras          | Claudia Kohde-Kilsch | Billie Jean King Anne Smith              | 3-6, 4-6      |
| 3.               | 1982-11-28 | WTA Sydney        | gras          | Claudia Kohde-Kilsch | Martina Navrátilová Pam Shriver          | 2-6, 6-2, 6-7 |
| 4.               | 1982-12-13 | Australian Open   | gras          | Claudia Kohde-Kilsch | Martina Navrátilová Pam Shriver          | 4-6, 2-6      |
| 5.               | 1983-03-27 | WTA Championships | tapijt (i)    | Claudia Kohde-Kilsch | Martina Navrátilová Pam Shriver          | 5-7, 2-6      |
| 6.               | 1983-05-22 | WTA Berlijn       | gravel        | Claudia Kohde-Kilsch | Jo Durie Anne Hobbs                      | 4-6, 6-7      |
| 7.               | 1984-10-07 | WTA Los Angeles   | hardcourt     | Bettina Bunge        | Chris Evert Wendy Turnbull               | 2-6, 4-6      |
| 8.               | 1984-10-21 | WTA Filderstadt   | hardcourt (i) | Bettina Bunge        | Claudia Kohde-Kilsch Helena Suková       | 2-6, 6-4, 3-6 |
| 9.               | 1984-11-18 | WTA Brisbane      | gras          | Bettina Bunge        | Martina Navrátilová Pam Shriver          | 3-6, 2-6      |
| 10.              | 1985-05-26 | WTA Lugano        | gravel        | Bettina Bunge        | Bonnie Gadusek Helena Suková             | 2-6, 4-6      |
| 11.              | 1987-11-08 | WTA Worcester     | tapijt (i)    | Bettina Bunge        | Elise Burgin Rosalyn Fairbank            | 4-6, 4-6      |

## Resultaten grandslamtoernooien
| Legenda | Legenda                          |
| ------- | -------------------------------- |
| g.t.    | geen toernooi gehouden           |
| l.c.    | lagere categorie                 |
| –       | niet deelgenomen                 |
| G       | uitgeschakeld in de groepsfase   |
| 1R      | uitgeschakeld in de eerste ronde |
| 2R      | uitgeschakeld in de tweede ronde |
| 3R      | uitgeschakeld in de derde ronde  |
| 4R      | uitgeschakeld in de vierde ronde |
| KF      | uitgeschakeld in de kwartfinale  |
| HF      | uitgeschakeld in de halve finale |
| F       | de finale verloren               |
| W       | het toernooi gewonnen            |
| w-v     | winst/verlies-balans             |

### Enkelspel
| Toernooi        | 1981 | 1982 | 1983 | 1984 | 1985 | 1986 | 1987 | 1988 | 1989 | 1990 | 1991 | w-v  |
| --------------- | ---- | ---- | ---- | ---- | ---- | ---- | ---- | ---- | ---- | ---- | ---- | ---- |
| Australian Open | 2R   | KF   | 3R   | 1R   | –    | g.t. | 3R   | 1R   | 2R   | 1R   | 2R   | 10-9 |
| Roland Garros   | 3R   | 2R   | 1R   | 3R   | 1R   | 1R   | 1R   | 2R   | 1R   | –    | –    | 6-9  |
| Wimbledon       | 2R   | 2R   | 4R   | 1R   | 2R   | 1R   | 1R   | 1R   | 2R   | 2R   | –    | 8-10 |
| US Open         | 1R   | 1R   | 1R   | –    | 1R   | 2R   | 1R   | 1R   | 1R   | –    | 1R   | 1-9  |

### Vrouwendubbelspel
| Toernooi        | 1981 | 1982 | 1983 | 1984 | 1985 | 1986 | 1987 | 1988 | 1989 | 1990 | 1991 | 1992 | w-v   |
| --------------- | ---- | ---- | ---- | ---- | ---- | ---- | ---- | ---- | ---- | ---- | ---- | ---- | ----- |
| Australian Open | 1R   | F    | KF   | 1R   | –    | g.t. | KF   | –    | 2R   | 2R   | 1R   | 2R   | 11-8  |
| Roland Garros   | 2R   | 3R   | KF   | 1R   | KF   | 3R   | KF   | 1R   | 2R   | –    | 1R   | 2R   | 15-10 |
| Wimbledon       | 2R   | 2R   | KF   | 1R   | 3R   | 1R   | 1R   | KF   | 3R   | 1R   | 2R   | 1R   | 12-11 |
| US Open         | 1R   | 1R   | –    | –    | 3R   | 3R   | 2R   | 1R   | 3R   | 2R   | 2R   | –    | 9-8   |

### Gemengd dubbelspel
| Australian Open | –  | –  | –  | g.t. | –  | –  | 1R | 0-1 |
| Roland Garros   | KF | 3R | 2R | –    | –  | –  | 2R | 4-4 |
| Wimbledon       | –  | 3R | –  | 3R   | 1R | 1R | 1R | 3-5 |
| US Open         | 1R | 1R | –  | 1R   | –  | 1R | 2R | 1-5 |